# Stowarzyszenie Architektury Krajobrazu

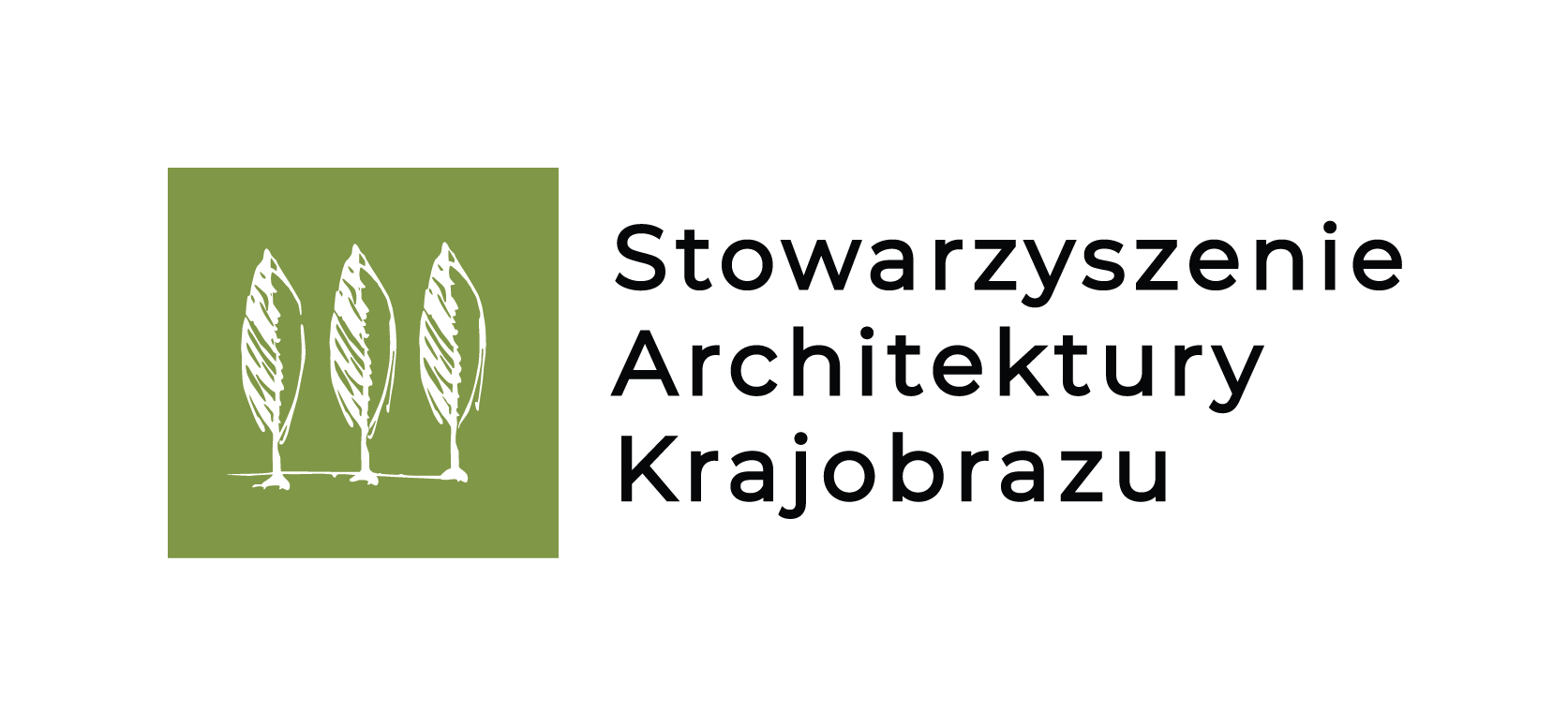
Oficjalne logo Stowarzyszenia Architektury Krajobrazu

Stowarzyszenie Architektury Krajobrazu (SAK), zrzesza osoby fizyczne, prowadzące działalność w zakresie szeroko rozumianej architektury krajobrazu. W grupie 205 członków dominują projektanci oraz wykonawcy terenów zieleni i ogrodów, ale do SAK należą również naukowcy i urzędnicy. 

## Historia organizacji
Organizacja została założona w listopadzie 2004 roku w Krakowie pod nazwą Polskie Stowarzyszenie Wykonawców Terenów Zieleni i Architektów Krajobrazu. Obecną nazwę - Stowarzyszenie Architektury Krajobrazu, przyjęto w marcu 2009 roku. Pierwszym Prezesem SAK był Marcin Gajda (w latach 2004-2012), a od roku 2015 funkcję tę piastuje Piotr Reda.
W 2015 r. powołano Oddział Dolnośląski Stowarzyszenia Architektury Krajobrazu, który założyło 17 członków z tego regionu kraju. 

## Cele
Celem Stowarzyszenia jest ochrona i wspieranie interesów zawodowych członków w dziedzinie architektury krajobrazu, w szczególności:
- działania na rzecz podnoszenia jakości krajobrazu,
- działanie na rzecz promocji i ochrony zawodu architekta krajobrazu,
- działanie na rzecz promocji wykonawców obiektów architektury krajobrazu,
- promowanie standardów w zakresie projektowania i wykonawstwa obiektów architektury krajobrazu,
- propagowania idei tworzenia obiektów architektury krajobrazu jak też pielęgnacji obszarów prawnie chronionych jak parki narodowe, krajobrazowe i kulturowe,
- współpraca środowisk zawodowych i akademickich.

## Działalność organizacyjna
Stowarzyszanie Architektury Krajobrazu organizuje cykliczne konferencje oraz szkolenia branżowe. Od 2010 roku SAK organizuje cykl konferencji poświęcony architekturze krajobrazu „Współczesna architektura krajobrazu - trendy, technologie i praktyka". Konferencje odbywają się dwa razy do roku, wiosną i jesienią. Uznani architekci krajobrazu z Polski i Europy przedstawiają tu najciekawsze współczesne projekty i realizacje; prezentowane są też nowe i użyteczne technologie wykonawcze i produkty. Członkowie SAK działają aktywnie na rzecz standaryzacji zawodu architekta krajobrazu.
Stowarzyszenie Architektury Krajobrazu jest jedyną polską organizacją branżową zrzeszoną w European Landscape Contractors Association (ELCA) oraz International Federation of Landscape Architects - Europe (EFLA Europe). 
Z SAK współpracują również podmioty komercyjne, których działalność jest zgodna z celami stowarzyszenia i spełniają wymagania dotyczące jakości realizowanych prac. Firmy z branży architektury krajobrazu po pozytywnym zaopiniowaniu przez Zarząd SAK, otrzymują status członków wspierających.
Do SAK mogą przystąpić również studenci, którzy w czasie studiów są zwolnieni opłat składek członkowskich i mogą korzystać ze wszystkich przywilejów członków SAK, poza prawem głosu na zebraniach SAK.